# بل شينك
بل شينك (بالإنجليزية: Bel Schenk)‏ (1975)؛ كاتِبة وشاعرة أسترالية.